# Jügesheim
Jügesheim ist mit knapp 12.000 Einwohnern der zweitgrößte Stadtteil von Rodgau im südhessischen Landkreis Offenbach und Sitz der Stadtverwaltung.

## Geographische Lage

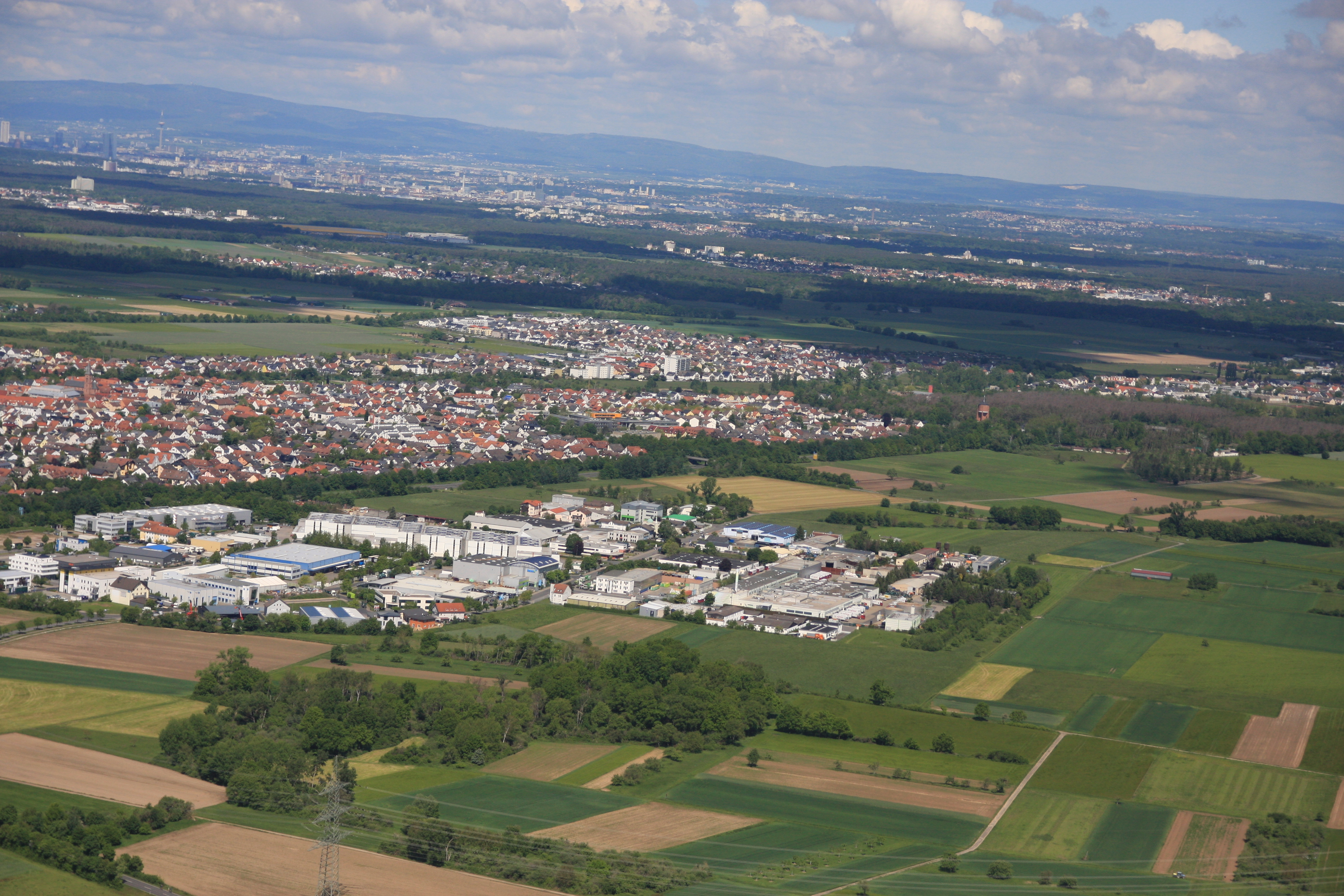
Jügesheim von oben, 2021

Jügesheim wurde als Haufendorf gegründet und liegt in der Rhein-Main-Ebene an der Rodau auf 127 m über NN, ca. 6,5 km westlich von Seligenstadt.

## Geschichte
Jügesheim ist eine fränkische Gründung aus merowingischer Zeit im Waldgebiet des Maingaues. In der Nähe von Römerstraßen, die sich hier kreuzten, errichteten die Franken Militärkolonien, um das Land zu kontrollieren.

### Mittelalter
Die älteste erhaltene Erwähnung des Ortes befindet sich in einer Urkunde aus dem Jahr 1261, mit der sich Nachkommen des verstorbenen Ritters Merbode von Ovheim mit dem Kloster Himmelkron über dessen Erbe einigten.
Im Mittelalter gehörten die umliegenden Wälder zum Wildbann Dreieich. In Jügesheim befand sich eine von dessen 30 Wildhuben. Um 1350 gehörte die Zehnt im Ort den Herren von Hanau, die sie als Lehen weiter vergaben. Jügesheim gehörte weiter zur Rödermark und zum Amt Steinheim, das zunächst den Herren von Eppstein gehörte und ab 1371 als Pfand je zur Hälfte den Grafen von Katzenelnbogen und den Herren von Hanau. 1393 gelangte das Pfand insgesamt an die Herren von Cronberg. 1425 verkaufte es Gottfried von Eppstein an das Kurfürstentum Mainz.
Ursprünglich lag das Patronat für die Kirche St. Nikolai bei den Herren von Hagen-Münzenberg. 1477 inkorporierte Erzbischof Diether von Mainz die Jügesheimer Kirche der Kirche St. Peter in Weiskirchen. Seitdem war sie eine Filiale dieser Kirche.

### Neuzeit
Im Dreißigjährigen Krieg wurde der Ort erheblich zerstört und benötigte sehr lange für die Erholung von dieser Katastrophe. In den Jahren 1631–1634, während des Dreißigjährigen Kriegs, beschlagnahmte König Gustav II. Adolf das Amt Steinheim als Kriegsbeute und stattete die nachgeborenen Hanauer Grafen Heinrich Ludwig von Hanau-Münzenberg (1609–1632) und Jakob Johann von Hanau-Münzenberg (1612–1636), die mit ihm verbündet waren, damit aus. Da beide Grafen schon bald starben und der Westfälische Friede auf das Normaljahr 1624 abstellte, kam Jügesheim wieder an Kurmainz, wo es bis 1803 verblieb, als es im Zuge der Säkularisation an das Großherzogtum Hessen fiel.

#### Territoriale Zugehörigkeit
Bis 1821 nahm das Amt Seligenstadt Verwaltung und Rechtsprechung in Jügesheim wahr. Mit der Verwaltungsreform im Großherzogtum Hessen in diesem Jahr wurden auch hier auf unterer Ebene Rechtsprechung und Verwaltung getrennt.
 Für die Verwaltung wurden Landratsbezirke geschaffen, die erstinstanzliche Rechtsprechung Landgerichten übertragen. Der Landratsbezirk Seligenstadt erhielt die Zuständigkeit für die Verwaltung unter anderem für das gleichzeitig aufgelöste Amt Seligenstadt. Durch verschiedene Verwaltungsreformen gehörte Jügesheim dann ab
- 1832 zum Kreis Offenbach,
- 1848 zum Regierungsbezirk Darmstadt und
- 1852 wieder zum Kreis Offenbach. Dieser wurde 1939 in „Landkreis Offenbach“ umbenannt.[5]

Am 1. Januar 1977 ging Jügesheim im Zuge der Gebietsreform in Hessen mit den Nachbargemeinden Dudenhofen, Hainhausen, Nieder-Roden und Weiskirchen in der neu geschaffenen Großgemeinde Rodgau auf, die 1979 Stadt wurde. Für jeden der fünf Stadtteile wurde ein Ortsbezirk eingerichtet mit Ortsbeirat und Ortsvorsteher. Im Januar 2016 wurden die Ortsbeiräte aller Stadtteile abgeschafft.

#### Gerichtliche Zuständigkeit
Bei der Reform 1821 übernahm das Landgericht Steinheim die erstinstanzliche Rechtsprechung in Jügesheim, die zuvor das Amt wahrgenommenen hatte. Der Sitz des Gerichts wurde zum 1. Juli 1835 nach Seligenstadt verlegt und die Bezeichnung in „Landgericht Seligenstadt“ geändert. Mit dem Gerichtsverfassungsgesetz von 1877 wurden Organisation und Bezeichnungen der Gerichte reichsweit vereinheitlicht. Zum 1. Oktober 1879 hob das Großherzogtum Hessen deshalb die Landgerichte auf. Funktional ersetzt wurden sie durch Amtsgerichte. So ersetzte das Amtsgericht Seligenstadt das Landgericht Seligenstadt.

### Historische Namensformen
Ein Vogt Karls des Großen namens Gugin oder Guginhart soll der Namenspatron des Dorfes gewesen sein. Mundartlich wird Jügesheim auch heute noch als Giesem bezeichnet. In erhaltenen Urkunden wurde Jügesheim unter den folgenden Namen erwähnt (in Klammern das Jahr der Erwähnung):
- Guginsheim (1261)
- Guginsheim (1293)
- Gugensheim (1302)
- Guginsheim (1357)
- Gugesheym (1403)
- Goginsheym (1407)
- Jugißheym (1464)
- Jogeßheim (1479)
- Gogeßheym (1495)
- Gugeßheim (1527)
- Gugeßheim (1613)

### Einwohnerentwicklung
Belegte Einwohnerzahlen sind:
- 1576: 36 Familien
- 1681: 26 Haushalte mit 121 Personen
- 1961: 971 evangelische (= 17,37 %), 4559 katholische (= 81,56 %) Einwohner

| Jügesheim: Einwohnerzahlen von 1829 bis 1970 | Jügesheim: Einwohnerzahlen von 1829 bis 1970 | Jügesheim: Einwohnerzahlen von 1829 bis 1970 | Jügesheim: Einwohnerzahlen von 1829 bis 1970 | Jügesheim: Einwohnerzahlen von 1829 bis 1970 |
| --- | -------------------------------------------- | -------------------------------------------- | -------------------------------------------- | -------------------------------------------- |
| Jahr |                                              |                                              |                                              | Einwohner                                    |
| 1829 | 1829                                         |                                              | 954                                          | 954                                          |
| 1834 | 1834                                         |                                              | 1.071                                        | 1.071                                        |
| 1840 | 1840                                         |                                              | 1.154                                        | 1.154                                        |
| 1846 | 1846                                         |                                              | 1.273                                        | 1.273                                        |
| 1852 | 1852                                         |                                              | 1.244                                        | 1.244                                        |
| 1858 | 1858                                         |                                              | 1.151                                        | 1.151                                        |
| 1864 | 1864                                         |                                              | 1.215                                        | 1.215                                        |
| 1871 | 1871                                         |                                              | 1.308                                        | 1.308                                        |
| 1875 | 1875                                         |                                              | 1.408                                        | 1.408                                        |
| 1885 | 1885                                         |                                              | 1.464                                        | 1.464                                        |
| 1895 | 1895                                         |                                              | 1.704                                        | 1.704                                        |
| 1905 | 1905                                         |                                              | 2.084                                        | 2.084                                        |
| 1910 | 1910                                         |                                              | 2.293                                        | 2.293                                        |
| 1925 | 1925                                         |                                              | 2.609                                        | 2.609                                        |
| 1939 | 1939                                         |                                              | 3.174                                        | 3.174                                        |
| 1946 | 1946                                         |                                              | 3.942                                        | 3.942                                        |
| 1950 | 1950                                         |                                              | 4.200                                        | 4.200                                        |
| 1956 | 1956                                         |                                              | 4.640                                        | 4.640                                        |
| 1961 | 1961                                         |                                              | 5.590                                        | 5.590                                        |
| 1967 | 1967                                         |                                              | 6.995                                        | 6.995                                        |
| 1970 | 1970                                         |                                              | 7.673                                        | 7.673                                        |
| Datenquelle: Historisches Gemeindeverzeichnis für Hessen: Die Bevölkerung der Gemeinden 1834 bis 1967. Wiesbaden: Hessisches Statistisches Landesamt, 1968. Weitere Quellen: |                                              |                                              |                                              |                                              |

## Wappen und Flagge
Wappen

Blasonierung: „In silbernem Schild ein aufrechter, grüner Eichenzweig, gleichmäßig beseitet von je einer roten Hirschstange.“
Das Wappen wurde der Gemeinde Jügesheim am 19. August 1955 durch den Hessischen Innenminister genehmigt. Gestaltet wurde es durch den Heraldiker Georg Massoth.
Dies verweist auf die einstige Zugehörigkeit von Jügesheim zum Reichsforst Dreieich und dessen Wildbann. Silber und Rot weisen auf die Farben des Mainzer Radwappens und des Wappens der Herren von Eppstein hin.
Flagge
Am 10. Juli 1958 wurde der Gemeinde durch den Hessischen Innenminister eine Flagge genehmigt, die wie folgt beschrieben wird:
„Auf einem durch einen roten und grünen Längsstreifen geteilten Flaggentuch das Gemeindewappen.“

## Sehenswürdigkeiten
- Die neugotische römisch-katholische Kirche St. Nikolaus von 1870 zählt zum Bistum Mainz.

- Die sehenswerte Jerusalem-Stele am Haus Emmanuel gegenüber der St.-Nikolaus-Kirche wurde in der Dombauhütte Mainz anlässlich des  93. deutschen Katholikentages 1998 in Mainz angefertigt und später in Jügesheim aufgestellt. Die Basaltstele zeigt das himmlische Jerusalem mit seinen zwölf Toren. Die unter den Toren eingelassenen zwölf Marmorkugeln nehmen Bezug auf die Edelsteine und die Zwölf Perlen, mit denen das himmlische Jerusalem in der Offenbarung des Johannes (vgl. Offb 21,19-21 EU) geschildert wird.

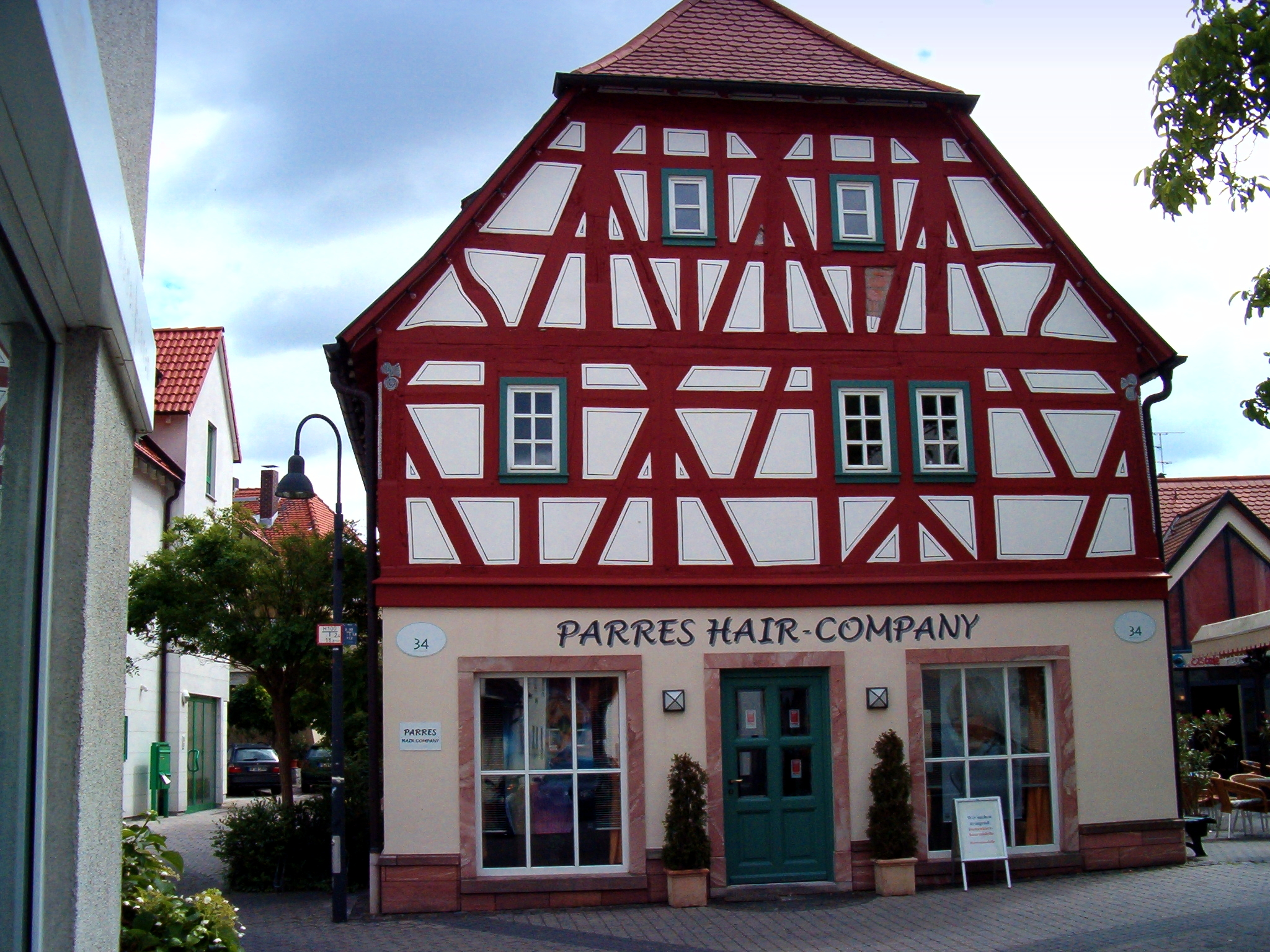
Fachwerkhaus – typisch für den historischen Ortskern
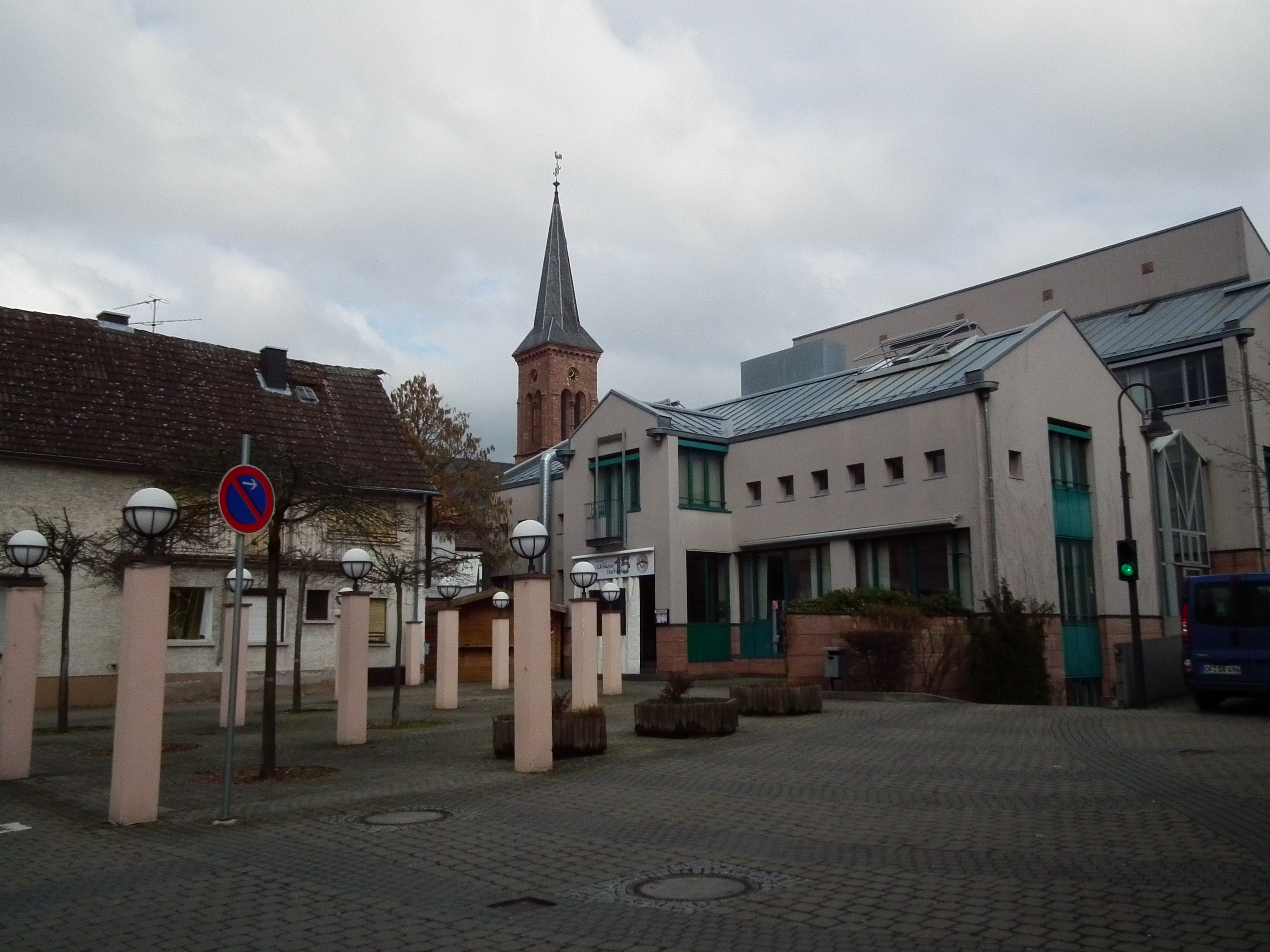
Das Zentrum mit Rathaus und Nikolauskirche
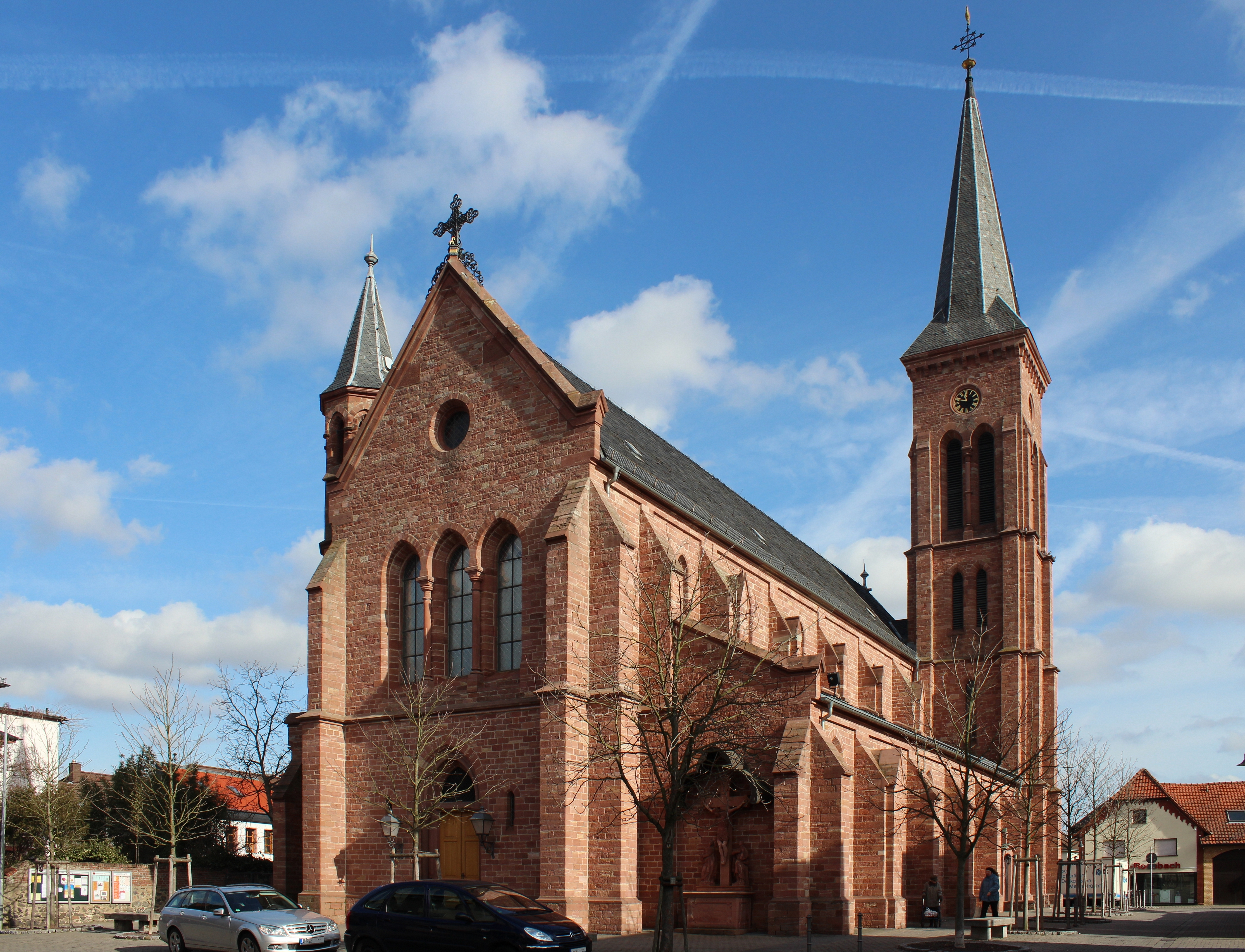
St. Nikolaus in Jügesheim
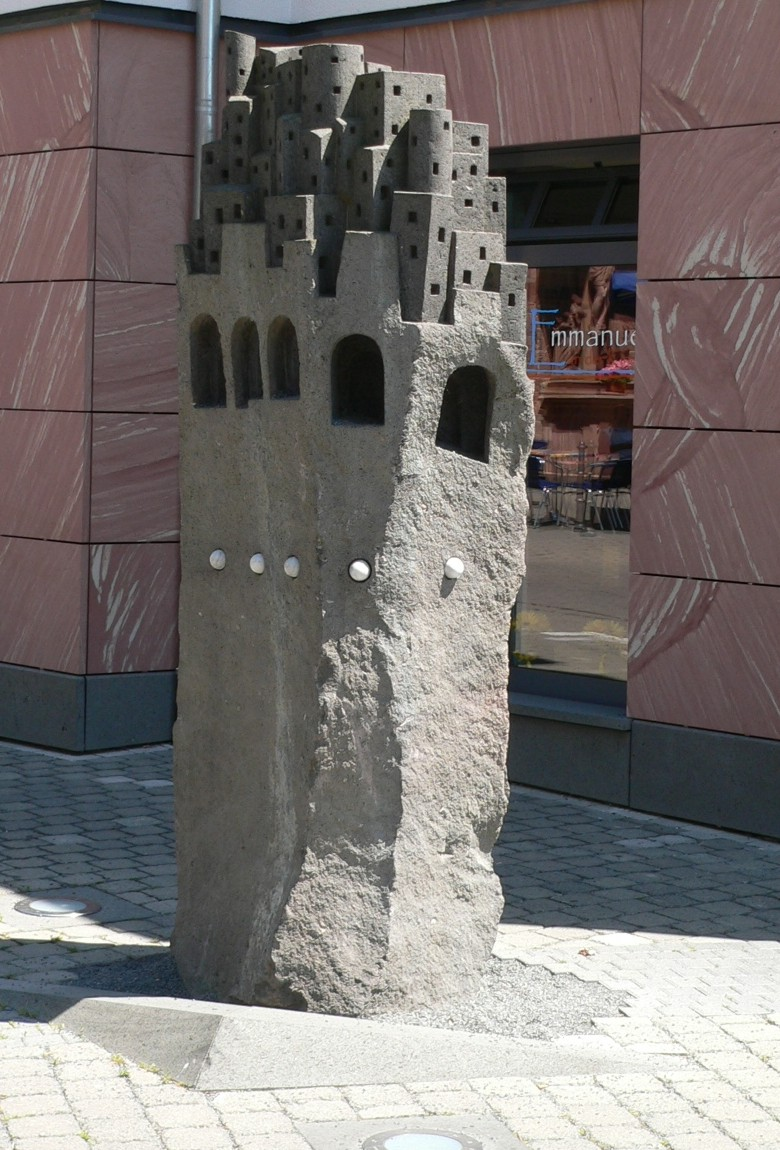
Die Jerusalem-Stele in Jügesheim

## Wirtschaft und Infrastruktur

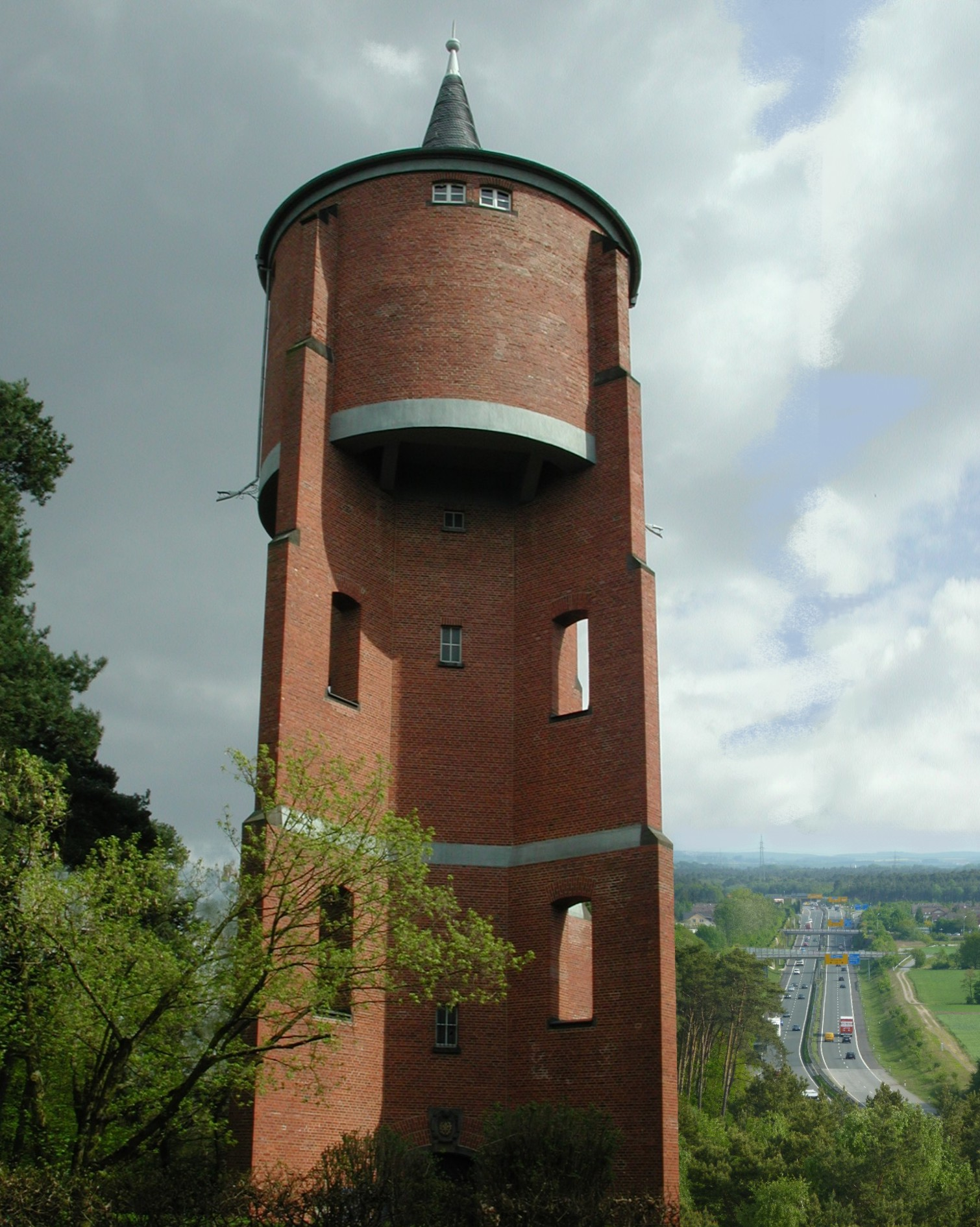
Der Wasserturm als Wahrzeichen

- Nördlich von Jügesheim, in Richtung Hainhausen, befindet sich der in den Jahren 1936 bis 1938 erbaute 43,5 Meter hohe Wasserturm, ein 1979 stillgelegter Wasserspeicher, inzwischen ein Kulturdenkmal nach dem Hessischen Denkmalschutzgesetz und ein Wahrzeichen für Jügesheim und den ganzen Rodgau.

- 1896 erhielt Jügesheim mit der Rodgaubahn Anschluss an die Eisenbahn und seinen Bahnhof.

- Im 20. Jahrhundert trugen viele Leder-Heimwerker mit zum Ruf der „Offenbacher Lederwaren“ bei. Daneben gab es viele Landwirtschaften. Mitte der 1970er Jahre wurde ein Gewerbegebiet ausgewiesen, das auch in den folgenden Jahren weiter wuchs.

- Jügesheim hat seit Ende 2003 durch die  S-Bahn-Linie S1 (Wiesbaden Hauptbahnhof–Ober-Roden) einen Anschluss an das Netz der S-Bahn Rhein-Main.

- Das neue Rathaus der Stadt Rodgau machte Jügesheim zu einem Zentrum der Stadt neben der katholischen Nikolauskirche.

## Persönlichkeiten
- Peter Gratian Grimm (* 28. Juli 1901 in Jügesheim; † 24. November 1972 in Lindenfels), Missionsbischof in China und Indonesien
- Michael Thurk (* 1976), Fußballprofi beim 1. FSV Mainz 05, bei Eintracht Frankfurt und dem FC Augsburg, spielte von 1997 bis 1999 für den SV Jügesheim